# Rolling Star le Justicier
Rolling Star le Justicier (とんでも戦士ムテキング, Tondemo Senshi Muteking) est une série télévisée d'animation créée par Seitarô Hara et les studios Tatsunoko diffusée entre septembre 1980 et septembre 1981 sur Fuji TV,. La version française a été éditée par Jacques Canestrier en 1983.

## Synopsis
Une nuit, en San Francisco, un astronome (jamais nommé en version français, il s'appelle Dr. Dankichi Yuki en version japonais) et son fils Mick (Rin en version japonais) surprend l’atterrissage de deux objets volant non identifié d'origine extra-terrestres, tous deux en provenance de la planète Ludo. L'un des vaisseaux, le spacioboule, est piloté par une sorte de pieuvre rose appelée Toï-Toï. Il est à la recherche des Gloutoks, des bandits qui avaient semé la pagaille sur Ludo et qui ont décidé de conquérir la Terre. Au nombre de 4 (dont une femelle), les gloutoks, qui ressemblent à des pieuvres noires, ne sont jamais à court d'idées bizarres pour mener à bien leurs desseins.
Afin d'empêcher les Gloutoks de réussir leurs attaques, Toï-Toï donne à Mick le pouvoir de se transformer en Rolling Star (Muteking), un justicier qui fait régner l'ordre en se déplaçant en roller et en chantant du disco. Toï-Toï lui confie aussi 3 robots cachés dans le spacioboule : le buldospace (qui ressemble à un rhinocéros, et peut devenir un Jet), le carpoline (à la forme de piranha) et Conchita (à la forme de sauterelle).

## Doublage

### Voix françaises
- Francette Vernillat : Mick, Judith la rousse
- Séverine Morisot : Miniline, la Gloutok femelle (Maritok/ Marylène)
- Francis Lax : Ignace, un Gloutok
- Albert Augier : Toï Toï, un Gloutok (Lardok)
- Philippe Dumat : Chef des Gloutoks, le professeur

### Voix japonaises
- Kazuhiko Inoue : Mick
- Yumiko Uzaki : Toï Toï
- Isamu Tanonaka : le professeur
- Toru Ohira : Chef des Gloutoks
- Shigeru Tsuji : un Gloutok (Lardok)
- Makoto Kosaka : la Gloutok femelle (Maritok/ Marylène)